# Stadtgrenze

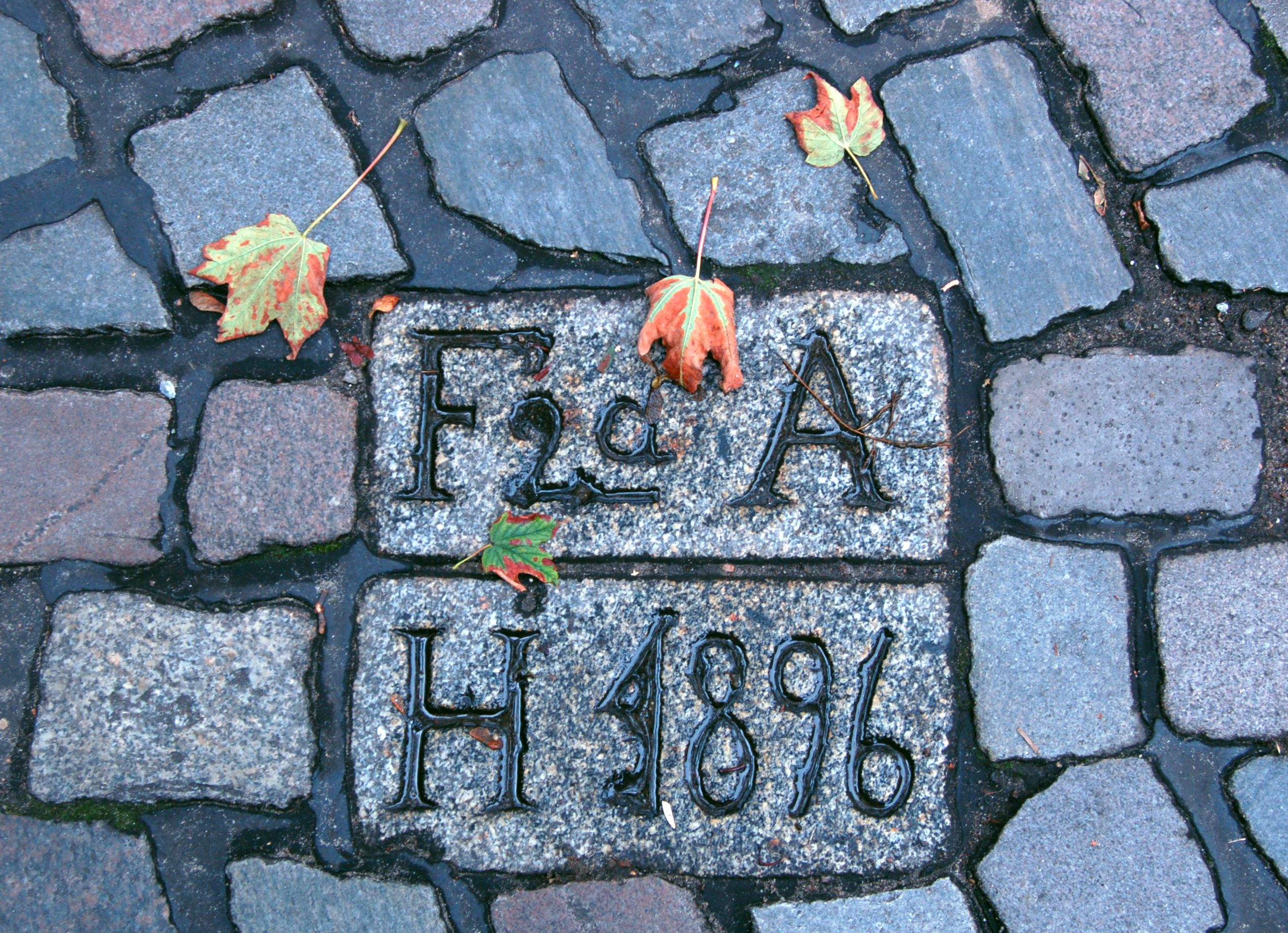
Alter Grenzstein zwischen den einst getrennten Großstädten Altona und Hamburg von 1896, der heute noch in der Brigittenstraße, nun im Hamburger Stadtteil St. Pauli, gepflastert ist.

Die Stadtgrenze ist die Umgrenzung einer Stadt. Im Mittelalter war sie häufig in Form einer Stadtmauer vorhanden. Da das Leben vor der Stadtmauer ungeschützt war, bildeten sich hier meist nur arme Viertel, die sogenannten Vorstädte. Gleichzeitig stieg die Bevölkerungsdichte innerhalb der Stadtmauern auf ein sehr hohes Niveau an, dadurch konnten sich Seuchen noch leichter ausbreiten und Brände schneller überspringen.
Heute wird die Stadtgrenze oftmals als „Stadtrand“ bezeichnet, da der Übergang zwischen Stadt und Land häufig fließend ist. Die Siedlungsdichte nimmt vom Stadtrand zur Stadtmitte immer weiter zu. An Stadträndern befinden sich zum einen meist Freizeiteinrichtungen wie Gartenkolonien oder Freibäder, zum anderen aber auch Gewerbegebiete, in denen vor allem Handwerker und Transportunternehmen ansässig sind. Sie befinden sich meist an großen Ein- und Ausfallstraßen. 
Natürliche Stadtgrenzen können z. B. Wälder, Seen oder Flüsse sein.
Im politisch-territorialen Sinn ist die Stadtgrenze die Linie, die die Gemarkung der Stadt vollkommen umschließt. Früher traf dies vor allem auf die Freien und Reichsstädte zu, die oftmals Ländereien außerhalb der Stadtmauern besaßen. Heute haben die meisten Städte noch mehrere Ortsteile, die räumlich getrennt von der Kernstadt liegen können, sich aber politisch immer noch innerhalb der Stadtgrenzen befinden.